# Гдим
Гдим (рос. Гдым) — село Ахтинського району, Дагестану Росії. Входить до складу муніципального утворення Сільрада Село Гдим.
Населення — 339 (2015).

## Населення
За даними перепису населення 2002 року в селі мешкало 367 осіб. У тому числі 168 (45,78 %) чоловіків та 199 (54,22 %) жінок.
Переважна більшість мешканців — лезгини (100 % від усіх мешканців). У селі переважає лезгинська мова.